# ديف كارترايت
ديف كارترايت (بالإنجليزية: Dave Cartwright)‏ هو عازف قيثارة ومغن مؤلف بريطاني، ولد في 1943.